# سایمون تچوبانگ
سایمون تچوبانگ (انگلیسی: Simon Tchobang; ۳۱ اوت ۱۹۵۱ – ۷ سپتامبر ۲۰۰۷) بازیکن فوتبال اهل کامرون بود.
وی همچنین در تیم ملی فوتبال کامرون بازی کرده‌است.